# 上洛马米省
上洛马米省（法語：Province du Haut-Lomami）是位于刚果民主共和国南部的一个省，首府卡米纳，人口2,540,127（2005年），面積108,204 km²。

## 上洛马米省的镇
- 卡米纳（Kamina）